# Diana Woei
Diana Woei Tioen Kie (Suriname, 11 augustus 1965) is een Nederlandse weervrouw, die bekend werd als presentatrice van het weerbericht in het NOS Journaal.
Na een studie geologie aan de Vrije Universiteit in Amsterdam was ze enige tijd op dat terrein werkzaam. In 1992 kwam ze terecht bij het KNMI Vanaf 1996 volgde ze cursussen in het Verenigd Koninkrijk (weerdienst Shinfield Park in Reading) en in Nederland. 
In de beginfase gecoacht door Peter Timofeeff maakte ze haar eerste opwachting bij het programma Ontbijt TV. In 1998 volgde ze Monique Somers, voorheen collega bij het KNMI, op als weervrouw bij de NOS. Naast het weerbericht na het Journaal was ze hiermee ook op de radio te horen. Haar contract met de NOS liep tot en met mei 2000. Hierna ging ze aan de slag bij weerbureau HWS, was ze vanaf 10 juni 2000 t/m de laatste uitzending op 4 oktober 2003 te horen met haar Woeibericht op 3FM in het radioprogramma de Havermoutshow met dj Peter Plaisier bij de TROS op de zaterdagochtend tussen 6:00 en 9:00 uur en tachtig keer per jaar te zien bij RTV West. Op 18 november 2000 was ze te gast in Dit was het nieuws. HWS is inmiddels opgenomen in WNI Weathernews en Woei schrijft van daaruit sinds 2004 stukjes bij haar weerbericht in De Telegraaf op Zondag.
Begin 2009 was ze weer even terug op de radio waar ze voor LLiNK het 'Weerwoord' verzorgde. In de zomer van 2010 was Woei op Omroep Zeeland werkzaam als invaller. Daarnaast is ze invaller bij Omroep Flevoland.